# جوناس مارس
جوناس مارس (انگلیسی: Jonas Marz؛ زادهٔ ۱۳ مهٔ ۱۹۸۹) بازیکن فوتبال اهل آلمان است.
از باشگاه‌هایی که در آن بازی کرده‌است می‌توان به باشگاه فوتبال کایزرسلاوترن و باشگاه فوتبال وی‌اف‌آر آلن اشاره کرد.